# Навції (рід)
Навції — патриціанський рід Стародавнього Риму. Найактивніші його представники були у V—IV ст. до н. е. були 6 разів консулами та 4 рази — військовими трибунами з консульською владою (консулярними трибунами). Мали когномен Рутіл.

## Найвідоміші Навції
- Спурій Навцій Рутіл, консул 488 року до н. е.
- Гай Навцій Рутіл, консул 475 та 458 років до н. е.
- Спурій Навцій Рутіл, консул 411 року до н. е.
- Спурій Навцій Рутіл, консул 316 року до н. е.
- Гай Навцій Рутіл, консул 287 року до н. е., був останнім представником роду, хто обіймав консульську посаду.